# 工蓋有限公司
工蓋有限公司（英語：Kingbo Strike Limited，港交所：1421），在1983年，由岑有孝（首席執行官）於新加坡（總部）成立名為Strike Electrical Pte Ltd（現稱Magnus Energy Group Ltd）。
業務在新加坡從事電力工程行業。
股份在2013年12月30日於港交所主板上市。招股價為0.5港元，發行新股為160,000,000股，集資額為8000萬港元。

## 連結
- kingbostrike.com （页面存档备份，存于）